# Rush'n Attack
Rush'n Attack (lançado no Japão e Europa como Green Beret) é um jogo run and gun desenvolvido para arcade em 1985 pela fabricante japonesa de jogos eletrônicos Konami.

## Enredo
O jogador controla um agente das forças especiais americanas, que deve invadir uma base inimiga para salvar prisioneiros de guerra que estão prestes a ser executados.
O nome do jogo em inglês faz alusão à Guerra Fria, pois a pronúncia é similar a Russian Attack.

## Jogabilidade
Inicialmente armado com uma faca, o agente deve abrir caminho pela base inimiga, enfrentando soldados armados, minas terrestres e outras armadilhas. Alguns inimigos deixam cair armas como bazucas e lança-chamas, que podem ser usadas pelo jogador. Há também um modo para dois jogadores (simultâneos).

## Versões
Rush'n Attack teve versões para NES, Famicom Disk System, PlayChoice-10, ZX Spectrum, Commodore 64, Amstrad CPC, Atari 8-bit, BBC Micro, MSX e, posteriormente, para Game Boy Advance, Nintendo DS e Xbox 360 (Xbox Live Arcade).
A versão para NES aparece numa lista da IGN dos 100 melhores jogos para o sistema.

## Continuação
O jogo Missing in Action de 1989, também da Konami, é considerado um "sucessor espiritual" de Rush'n Attack, por ter premissa e jogabilidade similares. Em 2011 foi lançada uma continuação oficial chamada Rush'n Attack:  Ex-Patriot para Playstation 3 e Xbox 360.